# نباتات غنيمونية
النباتات الغنيمونية (باللاتينية: Gnetophyta) هي شعبة من النباتات الخشبية تتبع البذريات. تتألف من ثلاث فصائل من النباتات الخشبية المصنفة ضمن عاريات البذور، إحدى المجموعتين الرئيسيتين للنباتات البذرية. تتميز النباتات الغنيمونية عن باقي عاريات البذور باحتوائها على أوعية خشبية مثل الموجودة في النباتات المزهرة (مغلفات البذور) ويعتقد أن النباتات الغنيمونية هي النباتات البذرية العارية البذور الأكثر قربا للنباتات المزهرة.